# Bitwa o Skandię
Bitwa o Skandię (ang. Oakleaf Bearers, opublikowane jako The Battle for Skandia) – czwarta książka z cyklu powieści fantasy Zwiadowcy, autorstwa australijskiego pisarza Johna Flanagana.

## Opis fabuły
Wraz z rozpoczęciem wiosny Evanlyn i Willowi udaje się w końcu uciec ze Skandii, jednakże Evanlyn zostaje porwana przez tajemniczego jeźdźca. Will wyrusza za nimi, ale nie tylko on. Podczas poszukiwań Willa, Halt i Horace również tropią grupę Temudżeinów, gwałtownego, koczowniczego plemienia wojowników ze wschodu. Razem ratują Evanlyn, jednak Halt zdaje sobie sprawę, że są oni szpiegami, a władca Temudżeinów przygotowuje inwazję, która zagrozi nie tylko Skandii, ale również innym niezależnym królestwom. Czworo Aralueńczyków postanawia walczyć wspólnie ze Skandianami przeciwko nim.